# 大野バイパス (福井県)
大野バイパス（おおのバイパス）は、福井県大野市南新在家から同市吉に至る国道157号バイパス道路である。

## 概要
大野市街地と、その東側にある九頭竜川水系真名川との間の田園地帯を南北に直線的な線形をとる。都市計画道路「東縦貫線」として、従来より市道として供用されていた道路の拡幅や新道の建設により、市街地の迂回および中部縦貫自動車道大野ICへのアクセス道路として福井県により整備された。

### 路線データ
本線
- 起点：福井県大野市南新在家（旧国道157号分岐点）
- 終点：福井県大野市吉（国道158号交点）
- 計画延長：4,650 m
- 計画幅員：25.5 m（車道幅員13.0 m）
- 構造規格：第3種第2級
- 車線数：4車線
- 事業期間：2000年（平成12年）度 - 2016年（平成28年）度
- 総事業費：77億円（計画時：81億円）

インターアクセス部
- 起点 : 福井県大野市横枕（本バイパス本線交点）
- 終点 : 福井県大野市横枕（中部縦貫自動車道 大野IC）
- 延長 : 360 m
- 車線数 : 4車線

## 歴史
- 2000年（平成12年）度 : 事業採択
- 2001年（平成13年）度 : 用地着手
- 2004年（平成16年）度 : 工事着手
- 2007年（平成19年）3月30日 : 大野市堂本 - 同市中保（0.3km）暫定2車線開通[要出典]
- 2010年（平成22年）12月16日 : 大野市南新在家の一部区間と同市堂本 - 同市中保間、一部供用開始[2]
- 2013年（平成25年）
  - 3月21日 : 大野市南新在家 - 同市中保（3.3km）4車線開通[3][4]
  - 3月24日 : 大野市横枕（インターアクセス部、0.3km）4車線、大野市中保 - 同市吉（本線、1.4km）暫定2車線がそれぞれ供用開始し全線開通[3][4]
- 2014年（平成26年）7月29日 : 上神明交差点（国道476号の旧起点）など大野市街地を通過する旧道区域を国道の道路区域から除外し、福井県道または大野市道として移管[5]
- 2016年（平成28年）
  - 5月26日 : 大野市南新在家 - 越美北線菖蒲池踏切まで（約3,650m）の4車線供用開始[6][7]
  - 9月29日 : 越美北線菖蒲池踏切 - 大野市吉まで（約1,050m）の4車線供用開始し、4車線化整備が完了[6][8][9]

## 地理

### 交差する道路
本線
- 旧国道157号（大野市道） : 大野市南新在家
- 国道157号インターアクセス部 : 大野市横枕
- 福井県道26号大野勝山線・福井県道172号皿谷大野線 : 大野市中保
- 国道476号 : 大野市菖蒲池
- 国道158号 : 大野市吉

インターアクセス部
- 中部縦貫自動車道 大野IC : 大野市横枕
- 大野市道北部幹線：大野市横枕

## 参考資料
- 平成26年度公共事業再評価 再評価調書、福井県公共事業等評価委員会、2014年11月29日